# Кометний пил

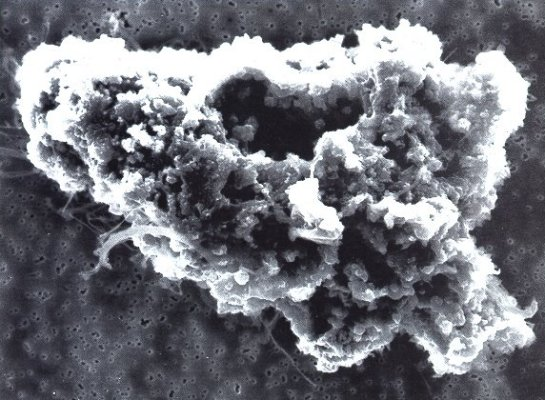
Космічний пил найімовірніше кометного походження під електронним мікроскопом. Менша однієї десятої міліметра в діаметрі, ця пилина складається з мільйонів ще менших кристалів. Хоча хімічно схожа на деякі метеорити, її пухнаста, кристалічна структура відмінна від будь-якого відомого метеорита.

Кометний пил — космічний пил кометного походження. Вивчення кометного пилу може надати інформацію про час формування комет, а отже, як вважають, часи формування Сонячної системи. Зокрема, довгоперіодичні комети більшу частину часу перебувають далеко від Сонця, де температура середовища надто низька, аби відбувалося випаровування. Лише наближаючись до Сонця і тепла, комета вивільняє доступний для спостережень та досліджень газ і пил. Кометні пилинки стають видимими завдяки розсіюванню ними сонячного випромінювання. Також деяка частина сонячної енергії поглинається й випромінюється в інфрачервоному діапазоні. Яскравість відбивної поверхні (якою є пилинка) пропорційна її освітленості та відбивній здатності. А освітленість від точкового або сферично симетричного джерела (яким є Сонце) змінюється обернено пропорційно квадрату відстані від нього. У припущенні сферичності пилинки, кількість відбитого світла залежить від поперечного перерізу проєкції форми пилової частинки, а отже, пропорційна квадрату її радіуса.

## Докосмічні дослідження

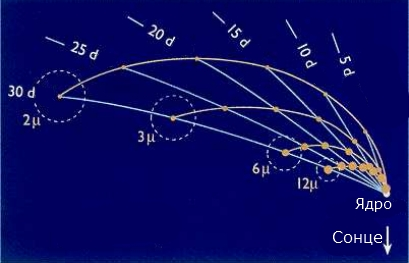
Синдини зазвичай зображають у вигляді геометричного місця пилинок певного розміру (μ — радіус пилинки в мікрометрах), синхрони — геометричне місце пилинок різного розміру, які вивільнилися з ядра комети певну кількість діб (d) назад від часу спостереження

Ісаак Ньютон передбачав, що комета складається з твердого ядра, яке сяє відбитим сонячним світлом, і хвоста, утвореного парою, яка виділяється з ядра. Зрештою, думка Ньютона виявилася правильною, але фізичну природу комет обговорювали протягом майже трьох століть. У XIX ст. спочатку італійський астроном Скіапареллі висловив теорію, яка поєднує метеорну астрономію з кометною шляхом якщо не ідентичності, то, принаймні, спільного походження цих небесних тіл; потім професор Тейт (англ. P.G. Tait) опублікував свою теорію будови комет, в якій він вважав комету зграєю каменів або метеорів, які частково освітлені Сонцем, а частково — випромінюють світло самостійно внаслідок численних зіткнень між собою.
Першим вагомим кроком у дослідженні динаміки кометного пилу була робота Бесселя, присвячена вивченню морфології коми комети Галлея під час її появи 1835 року. У цій роботі Бессель запровадив концепцію репульсивної сили, спрямованої від Сонця. У кінці 19 сторіччя Бредіхін запровадив поняття, які й дотепер часто застосовують у дослідженнях формування пилового хвоста комети: синдини (геометричне місце всіх пилинок з однаковими значеннями β, які випускаються безперервно з нульовою відносно ядра швидкістю) і синхрони (геометричне місце пилинок, які були викинуті з комети в один час). На межі 19 і 20 сторіч репульсивна сила була ідентифікована і прийнята науковою спільнотою як тиск сонячного випромінювання.
1950 року Фред Лоуренс Віппл запропонував льодоконгломератну модель будови кометного ядра. Зокрема, згідно з нею, пилові частинки викидаються з кометного ядра й прискорюються до своїх усталених швидкостей дією газу, швидкість викиду якого значно більша. Усталена швидкість досягається тоді, коли пил і газ стають динамічно відділеними. Перші розв'язки проблем пилогазодинаміки запропонував Пробштайн. За його розрахунками усталена швидкість досягається на відстані приблизно 20 радіусів ядра, а значення швидкості при температурі газу 200 К становить 0,36—0,74 км/сек.

## Космічні дослідження

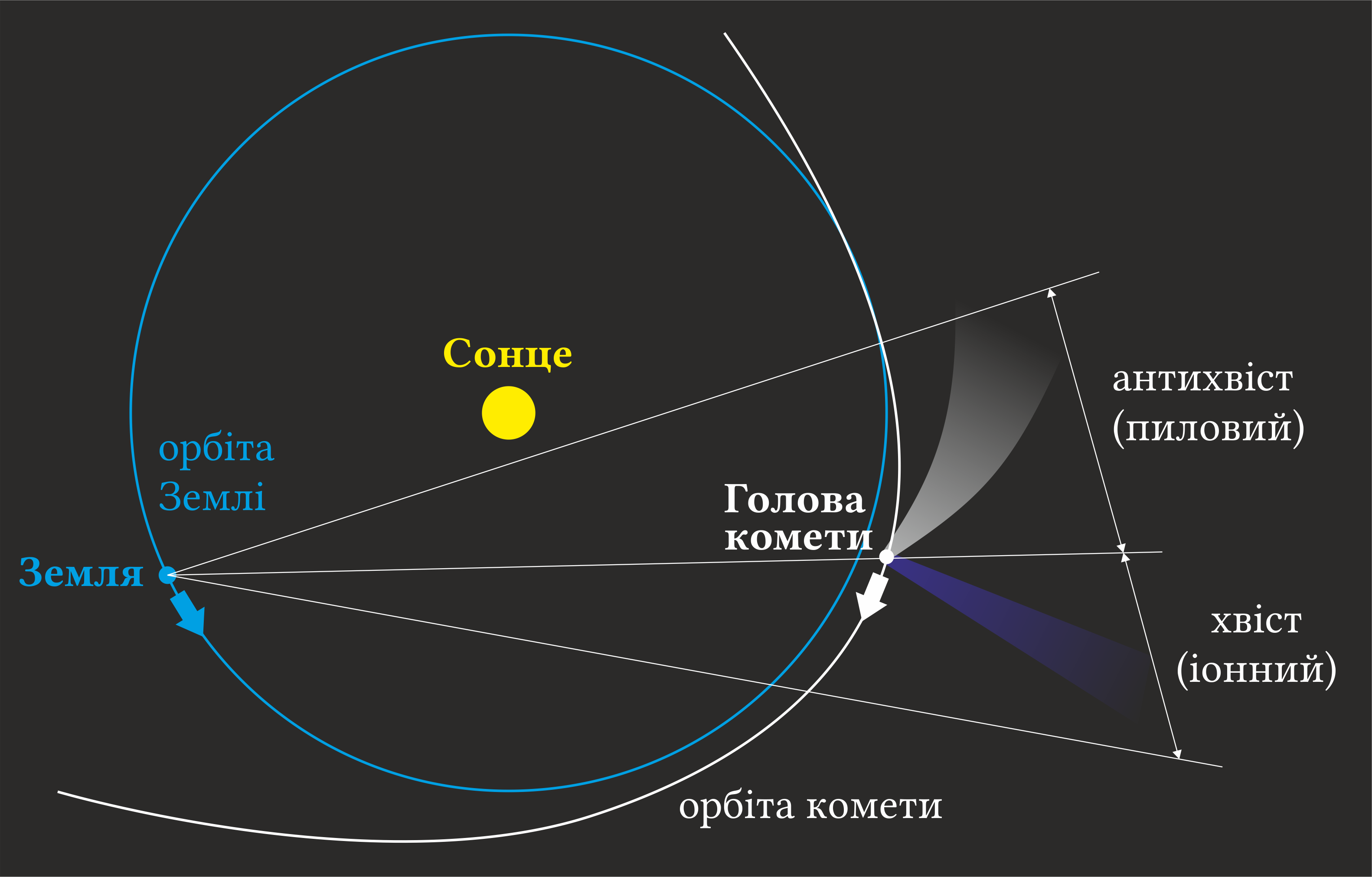
Схема геометричних умов спостереження антихвоста

Розвиток космічної ери дав змогу досліджувати комети поза межами земної атмосфери. Так, у 1986 році було відправлено цілу низку космічних апаратів до комети Галлея. Дослідження, виконані космічними апаратами, показали, що пилові частинки були переважно силікатами, але також були спіймані пилові частинки, які складалися майже повністю з органічного матеріалу (скомпоновані з атомів водню, вуглецю, азоту і кисню). Велика кількість дрібних пилинок із радіусами менше, ніж 0,1 мкм, які не можна бачити за допомогою наземних спостережень, також були виявлені на місці вимірювань. Мас-спектрометр PUMA, який перебував на борту апарата Vega-1, виявив, що співвідношення органічної та силікатної компонентів пилу в кометі Галлея приблизно рівне одиниці, тобто Mor/Msi = 1. Повідомляли, що мінеральні пилинки важчі, ніж органічні, і їх видно ближче до ядра. Жодна з виявлених під час дослідження комети Галлея пилових частинок не складалася з одного єдиного мінералу. Виміри потоків пилу під час проходження космічних апаратів поблизу ядер комет 1P/Halley (Giotto) та 81P/Wild 2 (Stardust) показали наявність частинок, які поширюються в дуже широкому діапазоні розмірів, які мають еквівалентні радіуси від нанометрів до міліметрів і розподілені приблизно за степеневим законом n(a) = aγ(a — радіус пилинки) з індексом, γ від −2 до −4, залежно від розмірів пилинок і їх розташування в комі комети. Украй рідко, невдовзі після проходження кометою перигелію, можна спостерігати антихвости, спрямовані в бік Сонця (з погляду спостерігача). Вони містять тільки важкі частинки, зазвичай, 0,01—0,1 см. Схема утворення явища антихвоста показана праворуч. Інтерес до комет буде прикутий і в 2014 році під час дослідження комети 67P/Чурюмова — Герасименко (у тому числі хімічного складу) космічним апаратом Розетта.

## Матеріал пилу
Льодопиловий конгломерат на значних відстанях від Сонця складається із силікатної речовини, органіки і льоду, а їх відношення (за масою) становить приблизно 1:1:1.
У міру руху комети до Сонця, лід в ядрі починає сублімувати і комета починає викидати більшу кількість пилу. Викид пилових частинок мікронного розміру починається при температурах, які досягаються на відстані близько 4,3 а.о., а викид пилових частинок міліметрових розмірів, швидше за все, починається на відстанях між 3,4 і 3,2 а.о.
Кометний пил є неоднорідною сумішшю кристалічних і аморфних (склоподібних) силікатів (найпоширенішими є форстерит (Mg2SiO4) і енстатит (MgSiO3), олівін (Mg, Mn, Fe)2[SiO4]) і піроксени (група мінералів підкласу ланцюгових силікатів), органічних вогнетривких матеріалів (з елементів H, C, O та N.), незначної кількості оксидів, а також інших складників, таких як сульфід заліза. Найцікавіший результат, отриманий у дослідженнях комети Wild 2, — виявлення вогнетривких кальцій-алюмінієвих включень, аналогічних тим, які містяться в примітивних метеоритах.
Грінберг та Гейдж здійснили моделювання пилової коми комети Галлея. Одним із результатів моделювання є отримана авторами фізична величина, яка називається пористістю, P. P = 1−Vsolid/Vtotal. Тут Vsolid — об'єм твердого матеріалу всередині пористого агрегату, Vtotal — загальний його об'єм. Отримане значення пористості становить P = 0,93—0,975. Про велику пористість кометного пилового матеріалу свідчать також отримані вченими густини ядер різних комет, а також спостережні густини мікрометеорів. Оскільки пилові агрегати є дуже пористими, не дивно, що частина з них розпадається, тобто фрагментує. Міхаель Комбі здійснив моделювання ізофот ПЗЗ-зображень комети Галлея й дійшов висновку, що велику роль у формуванні пилової коми комети Галлея відіграє фрагментація. Для пояснення швидкого зростання пилових потоків за короткий проміжок часу в комі комети Галлея Сімпсон та інших також запропонували явище фрагментації пилу. Конно і співавтори в ролі можливих джерел для фрагментації назвали тепловий стрес і процес прискорення пилу. Механізмом, відповідальним за фрагментацію, також може бути дія електростатичних сил на крихкі пилинки з малою межею міцності на розрив або (і) випаровування CHON агрегатів

## Рух пилу

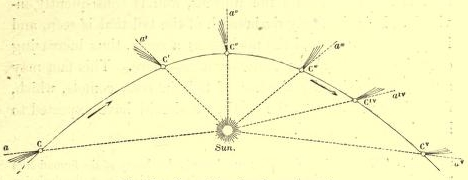
Пиловий хвіст як результат руху пилинок. Цікаво, що думку про те, що кометні хвости завжди вказують у бік від Сонця, висловив ще Сенека у своїх Quaestiones naturoles (енциклопедія природного світу, написана близько 65 р. н. е.), зазначивши: «Хвости комет втікають від сонячних променів».

Після вивільнення з ядра комети, динамічно не відділені нейтральний газ і пил формують кому. Та вже за кілька десятків кометних радіусів від поверхні пил динамічно відділяється від газу і формує пиловий хвіст. Викривлення пилового хвоста в напрямку, протилежному руху комети, відбувається завдяки збереженню моменту імпульсу. Важкі пилинки через малий тиск сонячного випромінювання залишаються на орбіті комети, а ті, що надто важкі, аби подолати порівняно невелику силу тяжіння від ядра комети опадають назад, на поверхню, стаючи частиною тугоплавкої мантії. Газ у комі швидко, упродовж годин, дисоціює та іонізується, іони під дією сонячного вітру формують іонний хвіст, який займає просторово інше положення, ніж пиловий хвіст, проте, поруч із комою ці хвости перекриваються, утворюючи пилову плазму (іонізований газ, що містить частинки пилу, розміром від десятків нанометрів до сотень мікронів).
Шляхом аналізу руху пилових утворень у комах комет вченими знайдено значення усталеної швидкості пилинок. Так, на геліоцентричних відстанях приблизно 1 а.о. значення швидкостей для комети 109/Свіфта — Туттля й для комети 1P/Галлея лежить у межах 0,4—0,5 км/сек. Подолавши шлях через пиловий хвіст, пилові частинки потрапляють у міжпланетне середовище, і частина з них знову стає видимою у вигляді зодіакального світла, а деяка частина випадає на поверхню планети Земля. Кометний пил потенційно міг бути джерелом найбільш раннього органічного матеріалу, який призвів до зародження життя на Землі.
Кометний пил переважно рухається під впливом двох сил: сонячної гравітації й тиску сонячного випромінювання. Прискорення, спричинене тиском сонячного випромінювання (FR), загалом заведено подавати в одиницях прискорення, викликаного сонячною гравітацією (FG) на тій же відстані. Вираз для цієї безрозмірної величини, β = FR/FG, має такий вигляд: β = 0,57Qpr/ρa, де, ρ — густина пилинки, виражена в грамах на кубічний сантиметр, a — радіус пилинки, у мікрометрах, Qpr — ефективність радіаційного тиску, яка залежить від розміру, форми та оптичних характеристик пилинки. Для кометного пилу ефективність радіаційного тиску зазвичай порядку одиниці. Якщо побудувати залежність β від радіуса частинки, то максимальне значення β для різних матеріалів, наявних у хвості комети, досягається при значеннях радіусу, що лежать у діапазоні 0,1—0,2 мкм. Отже, для частинок a ≥ 0,2 мкм, Qpr залишається приблизно незмінним, а значення β пропорційне a−1.
Питанню впливу наелектризованості пилових частинок на їхній рух завдяки взаємодії з міжпланетним магнітним полем приділяли увагу зокрема Волліс і Хасан, а також Гораний і Мендіс. Вони дійшли висновку, що прискорення, спричинене силою Лоренца, для частинок a = 0,3 мкм незначне, для частинок a = 0,1 мкм порівняне з силою тиску сонячного випромінювання, а для частинок з a ≤ 0,03 мкм воно переважає. Секаніна пише, що значення потенціалів зазвичай становить лише кілька вольт на відстанях більше 2·105 км від ядра комети. Загалом, кометний пил отримує або втрачає заряд під дією таких основних ефектів: приєднання електронів та іонів плазми, яке найбільш ефективне при низьких температурах плазми; вторинна електронна емісія, яка ефективна при більш високих температурах плазми (> 105 К); втрата електричного заряду через фотоефект, що відіграє важливу роль у плазмі низької густини (<103 см−3).